# Car-Napping - Bestellt, geklaut, geliefert
Car-Napping - Bestellt, geklaut, geliefert è un film del 1980 diretto da Wigbert Wicker.
Il film è basato sulla storia di Harry König, che fu soprannominato il "re" dei ladri d'auto negli anni '60/'70. Nel 1968, lui e i suoi complici rubarono 60 Porsche da una concessionaria di Parigi.

## Trama
Un giovane designer, truffato dal direttore della sua azienda, si ricicla nel traffico di auto di lusso, rubate in tutta Europa.

## Produzione
Il film è stato girato nel 1979.  Le riprese si sono svolge a Parigi, Salisburgo ed in Sicilia. Nel film sono presenti fuoriserie come Porsche 911, Triumph Spitfire e Isdera.

## Distribuzione
Il lungometraggio fu distribuito nel 1980. In Francia usci nelle sale con il titolo Le Cerveau du super-gang.
Nel 2013 è stata rilasciata la versione in formato Blu-ray.